# Brodovi-svjetionici
Brod-svjetionik je plovni objekt usidren na onom području gdje se ne može sagraditi stalni svjetionik. Opremljen je zvučnim signalima za maglu, radiotelegrafom, radiotelefonom, radarom i drugim uređajima. Prvi brod svjetionik bio je usidren na ušću rijeke Temze (1732. god).